# Consultanță financiară
Consultanța financiară reprezintă serviciul profesionist de consiliere acordat persoanelor fizice, firmelor și organizațiilor, având ca scop optimizarea administrării resurselor financiare, planificarea bugetară, identificarea celor mai bune soluții de finanțare și investiții, precum și gestionarea riscurilor financiare.

## Servicii oferite prin consultanță financiară
Consultanța financiară include o gamă largă de servicii, precum:
- Planificarea și gestionarea bugetului personal sau al firmei.
- Analiza și recomandarea produselor financiare (credite, investiții, asigurări).
- Consiliere pentru accesarea fondurilor europene și alte surse de finanțare.
- Optimizarea fiscală și consultanță în domeniul impozitelor și taxelor.
- Sprijin în procesul de digitalizare financiară și adoptarea de soluții IT în finanțe.

## Rolul consultantului financiar
Consultantul financiar evaluează situația economică și financiară a clientului, identifică obiectivele și oferă soluții personalizate, adaptate nevoilor specifice. De asemenea, consultantul monitorizează evoluțiile pieței și legislației, facilitând luarea unor decizii financiare corecte și avantajoase.

## Beneficiile consultanței financiare
Prin intermediul consultanței financiare, clienții pot beneficia de:
- Economisirea de timp și reducerea efortului în administrarea finanțelor.
- Identificarea și evitarea riscurilor financiare.
- Acces la produse și soluții financiare adecvate.
- Creșterea performanței economice prin planificare și monitorizare eficientă.